# Crouttes-sur-Marne

Crouttes-sur-Marne este o comună în departamentul Ain, Franța. În 1 ianuarie 2022 avea o populație de 607 de locuitori.